# シェーブルチーズ

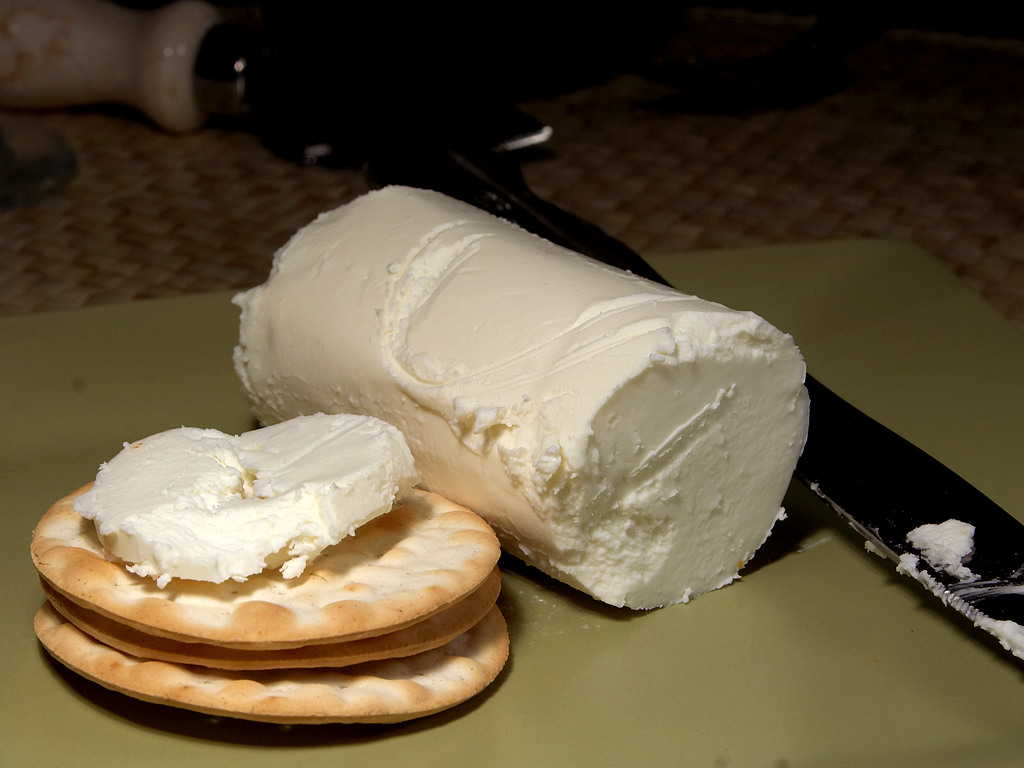
ヤギの乳で作ったチーズ

シェーブルチーズ(英語:goat milk cheese、フランス語:fromage au lait de chèvre)は、ヤギ乳で作ったチーズで、基本的にソフトタイプの（柔らかい）チーズをさす総称。シェーブルは、フランス語でヤギを意味する。
牛乳とヤギの乳は、全体的な脂肪の組成は似ているが、カプロン酸、カプリル酸、カプリン酸等の中くらいの長さの脂肪酸はヤギの乳に多く含まれ、特徴的な酸っぱい風味の元になっている。これらの脂肪酸の名前は、ラテン語でヤギを意味するcapraという言葉に由来する。
温めて提供されるシェーブルチーズは、シェーブル・ショーとして知られる。
ヤギ乳は、若い人、病気の人、牛乳に耐性のない人等に飲まれる。牛乳よりもヤギの乳の方が母乳に近いが、生育環境によって大きく変わってくる。西洋では牛の方が一般的だが、その他の地域の多くではヤギ乳で作ったチーズの方が好まれる。シェーブルチーズは冷凍環境が限られている場所で作られることが多いため、古いチーズは腐敗を防止するために塩漬けにして保存される。結果として、シェーブルチーズ、特にフェタチーズ等には濃い塩味が付くことになる。
シェーブルチーズは何千年も作られてきており、最古の乳製品の1つと言えるかもしれない。最も簡単なものでは、生の乳を天然に凝固させ、脱水、成形してカードにする。乳を凝固させるために酢やレモン等の酸やレンネットが用いられることもある。シェーブルチーズは世界中の家庭で作られている。チーズクロスにカードを入れて数日間暖かい場所に吊るして脱水、保存した後、塩に漬けて皮を作り、数ヶ月間冷たい洞窟等で保存される。
シェーブルチーズは熱すると柔らかくなるが、牛のチーズのように溶けることはない。皮のついたシェーブルチーズは、パンに塗るためにオーブンで焼かれて調理されることもある。

## 国ごとのシェーブルチーズの一覧

### フランス
フランスではロワール渓谷やポワトゥーで多くのシェーブルチーズが作られているが、この地のヤギは8世紀にムーア人によって持ち込まれたと言われている。フランスのシェーブルチーズとしては、ブシュロン（Bucheron）、シャビ（Chabis）、クロシェット（Clochette）、クーロンヌ・ロシュワーズ（Couronne Lochoise）、クロタン・ド・シャヴィニョル（Crottin de Chavignol）、ペラルドン（Pélardon）、ピコドン（Picodon）、 プーリニ＝サン＝ピエール（Pouligny-saint-pierre）、ロカマドゥール（Rocamadour）、サント＝モール・ド・トゥレーヌ（Sainte-Maure de Touraine）、シャビシュー・デュ・ポワトゥ（Chabichou du Poitou）、ヴァランセ（Valençay）、ピラミッド（Pyramide）等がある。

### チリ
- チリでは、農村部では、このタイプのチーズは手作りの方法で生産されている。[要出典]

### スペインとポルトガル
- Matóは、牛かヤギの乳から作られるカタルーニャ州のチーズである。
- カステル・ブランコ (Castelo Branco) の仲間、ケイジョ・アマレロ・ダ・ベイラ・バイシャ (Queijo Amarelo da Beira Baixa) およびケイジョ・ピカンテ・ダ・ベイラ・バイシャ (Queijo Picante da Beira Baixa) にはヤギの乳で作るケースがある[4]。『チーズ図鑑』ではシェーブルではなくセミハードタイプに分類されている[5]。

### イギリス
- Pantysgawnはウェールズの、Gevrikはコーンウォールのヤギのチーズである[6]。

### ギリシア
- フェタチーズの一種であるMizithraやAnthotyrosは、ヤギとヒツジの乳を混ぜて作られる。ギリシアではヤギのチーズは長い歴史を持ち、ホメーロスの『オデュッセイア』では、ワインの酸味を除くためにヤギのチーズが用いられる様子が描かれている。

### ノルウェー
- ブルノスト（Brunost）というチーズが作られ、アメリカ合衆国でもイェトスト（Gjetost）という名前でしばしば売られている。

### イタリア
- カプリーノ（Caprino）はヤギの乳を使ったイタリアのチーズである。
- イタリアではヤギは貧者の家畜として見られていたため、他種の乳によるチーズほど発展しておらず種類は少なめである。2000年代に入りヤギ乳のチーズが見直され、徐々に増え始めている。

### 中国
- 乳餅(Rubing)は、雲南省で作られるヤギのチーズである。インドのパニールと似ている。

### オーストラリア
- ブッシュ・ノワール（Buche Noir）はシドニー等で作られるヤギのチーズである。